# Blainville (Canada)
Blainville is een stad (ville) in de Canadese provincie Québec en telt 46.493 inwoners (2006).

## Geboren
- Antoine Duchesne (12 september 1991), wielrenner